# 九章
九章とは、中国の物理学者、潘建偉らが主導して開発した世界初の実用的な光子コンピュータであり、2020年に光子コンピュータによる量子超越性を世界で初めて達成したことで話題となった。
九章という名称は古代中国の算術書である九章算術に由来する。

## 参考サイト
- 中国の研究チームが光量子コンピューターで「量子超越性」達成